# Чижевська Марія Павлівна
Марія Павлівна Чижевська (1916, село Коритище, тепер Хорошівського району Житомирської області — ?) — українська радянська діячка, голова виконавчого комітету Коротищанської сільської ради Володарсько-Волинського району Житомирської області. Депутат Верховної Ради УРСР 2-го скликання.

## Життєпис
Народилася у бідній сільський родині. Трудову діяльність розпочала пастухом у рідному селі.
З 1930 року — колгоспниця-льонарка, а з 1935 року — ланкова колгоспу імені Дзержинського села Коритище Володарсько-Волинського району Житомирської області. Відзначалася високими врожаями льону, одержувала з кожного гектара по 8 центнерів льоноволокна. Була членом комсомолу, секретарем комсомольського осередку села Коритища.
Член ВКП(б) з 1939 року.
У 1940—1941 роках — голова виконавчого комітету Коротищанської сільської ради Володарсько-Волинського району Житомирської області.
Під час німецько-радянської війни у 1941 році була евакуйована до Курганської області РРФСР, де працювала завідувачем вівцеферми, ланковою з вирощування кок-сагизу в колгоспі села Піски. У 1944 році повернулася в Житомирську область.
З 1944 року — голова виконавчого комітету Коротищанської сільської ради Володарсько-Волинського району Житомирської області.

## Нагороди
- орден Трудового Червоного Прапора (23.01.1948)
- медалі